# 未央宫街道
未央宫街道，是中华人民共和国陕西省西安市未央區下辖的一个乡镇级行政单位。

## 行政区划
未央宫街道下辖以下地区：
朱宏路社区、青门新区社区、枣园安居社区、董家社区、范北村、范南村、枣园村、马呼沱村、大白杨东村、大白杨西村、小白杨村、阁老门村、东唐村、西唐寨村、讲武殿北村、讲武殿南村、张家巷村、李下壕村、李上壕村、东叶村、西叶村、东张村、东马村、西马村、大刘村、天录村、周河湾村和芦家口村。